# 唐继尧墓
唐继尧墓，俗称“唐坟”，位于中国云南省昆明市圆通山昆明动物园内，是民国时期云南军政领导人唐继尧的安葬之地。
唐继尧墓于1930年动工，1932年竣工。墓为石砌圆丘形，高6米，直径为16米，占地面积1500平方米。墓前建有廊柱式石牌坊，面阔16.70米，镶嵌着8个石碑，这8个石碑刻着唐继尧获得的8个委任状，这些聘书中有不少职位是唐继尧生前拒绝就任的。墓正中刻写着“会泽唐公冥墓”，两边对联是：“功业须当垂永久，风云常为护储胥。”墓前神道两旁立有石狮、华表。整个墓集希腊式、威尼斯式、哥德式与中国传统建筑融为一体。此外，还采用了拉丁式的铭刻，墓顶树木葱郁，形成了一个绿色墓冠。
1987年12月10日，公布为第二批昆明市文物保护单位；1987年12月21日，公布为第三批云南省文物保护单位。

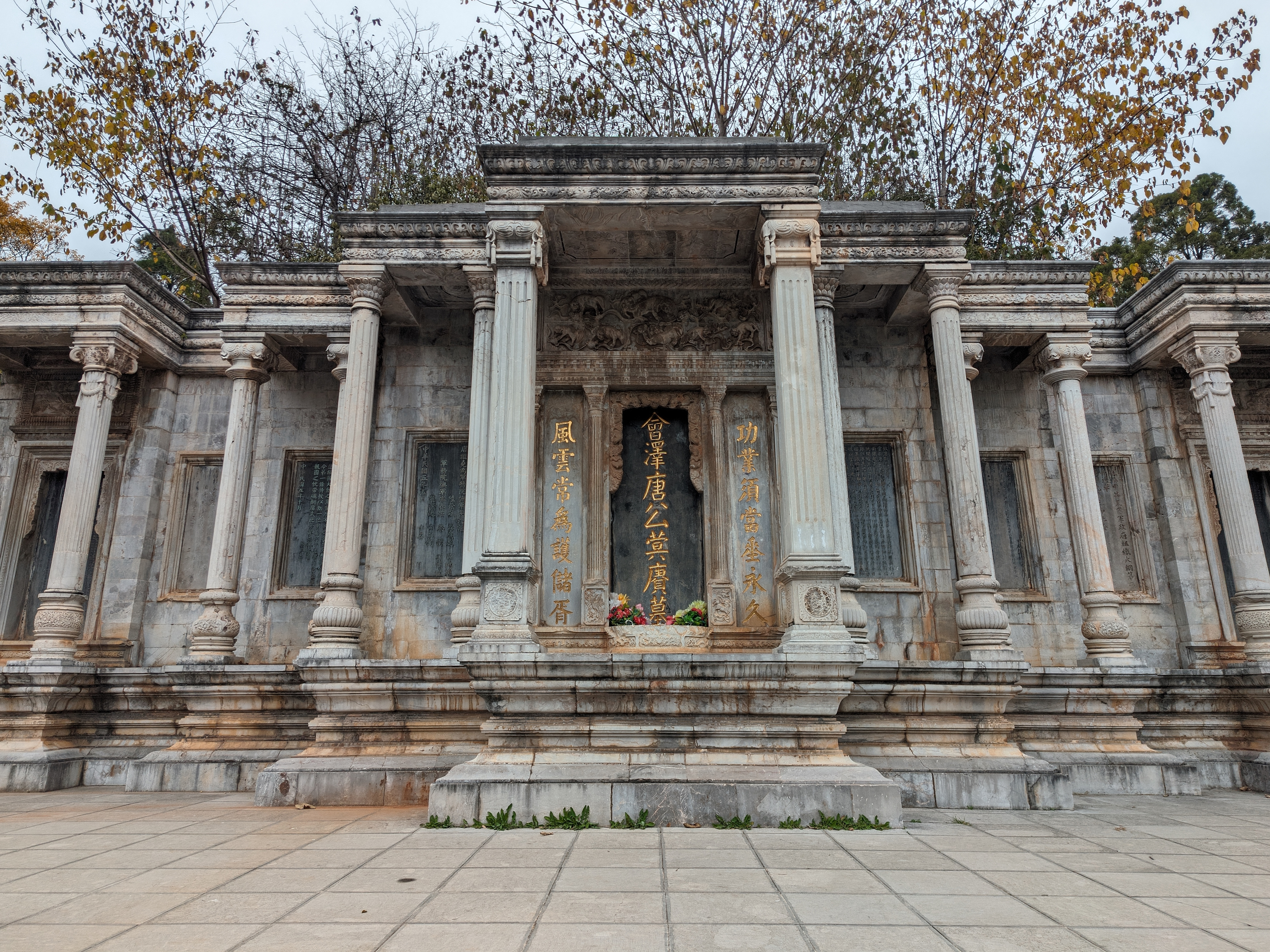
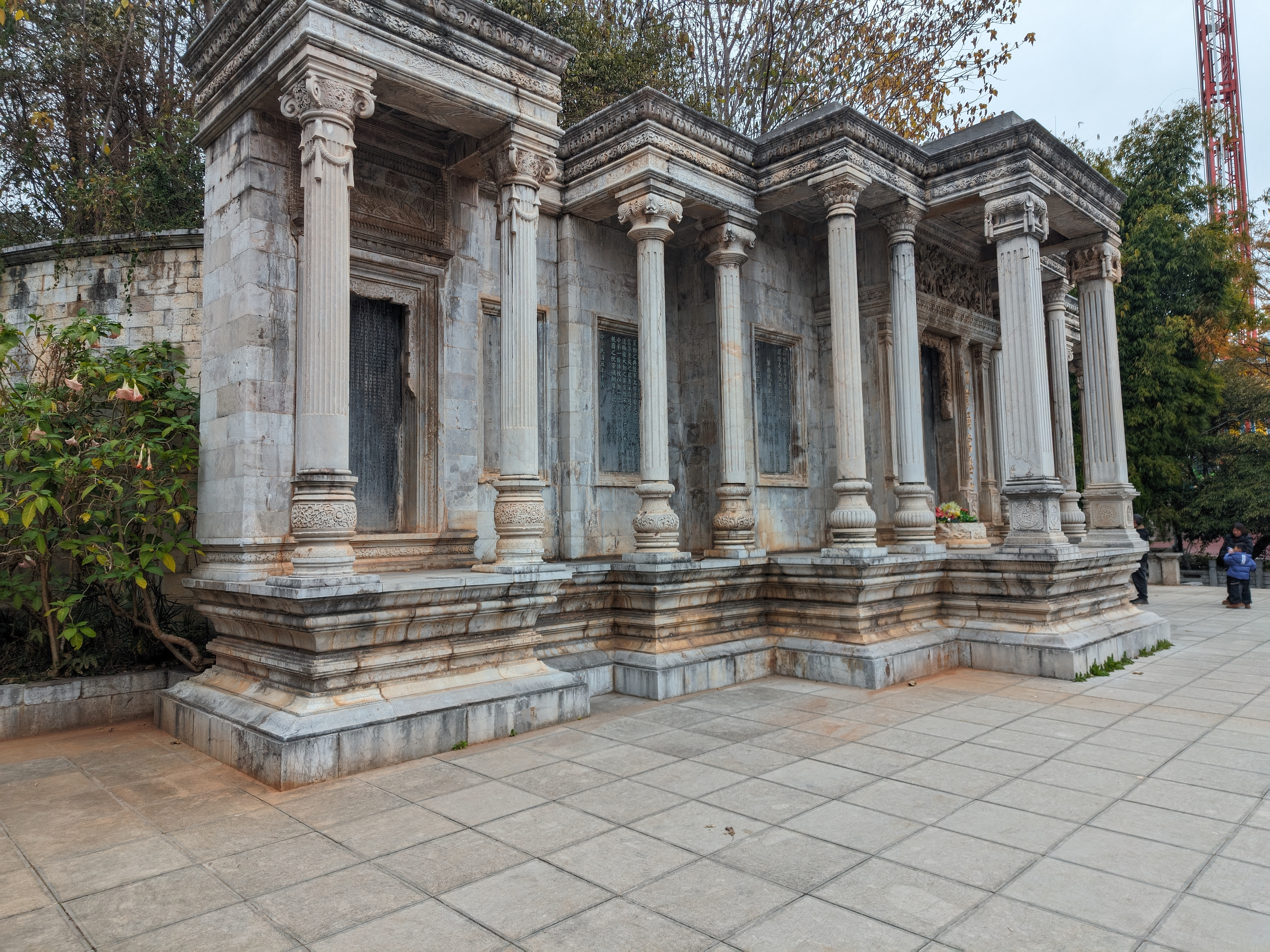
抱厦
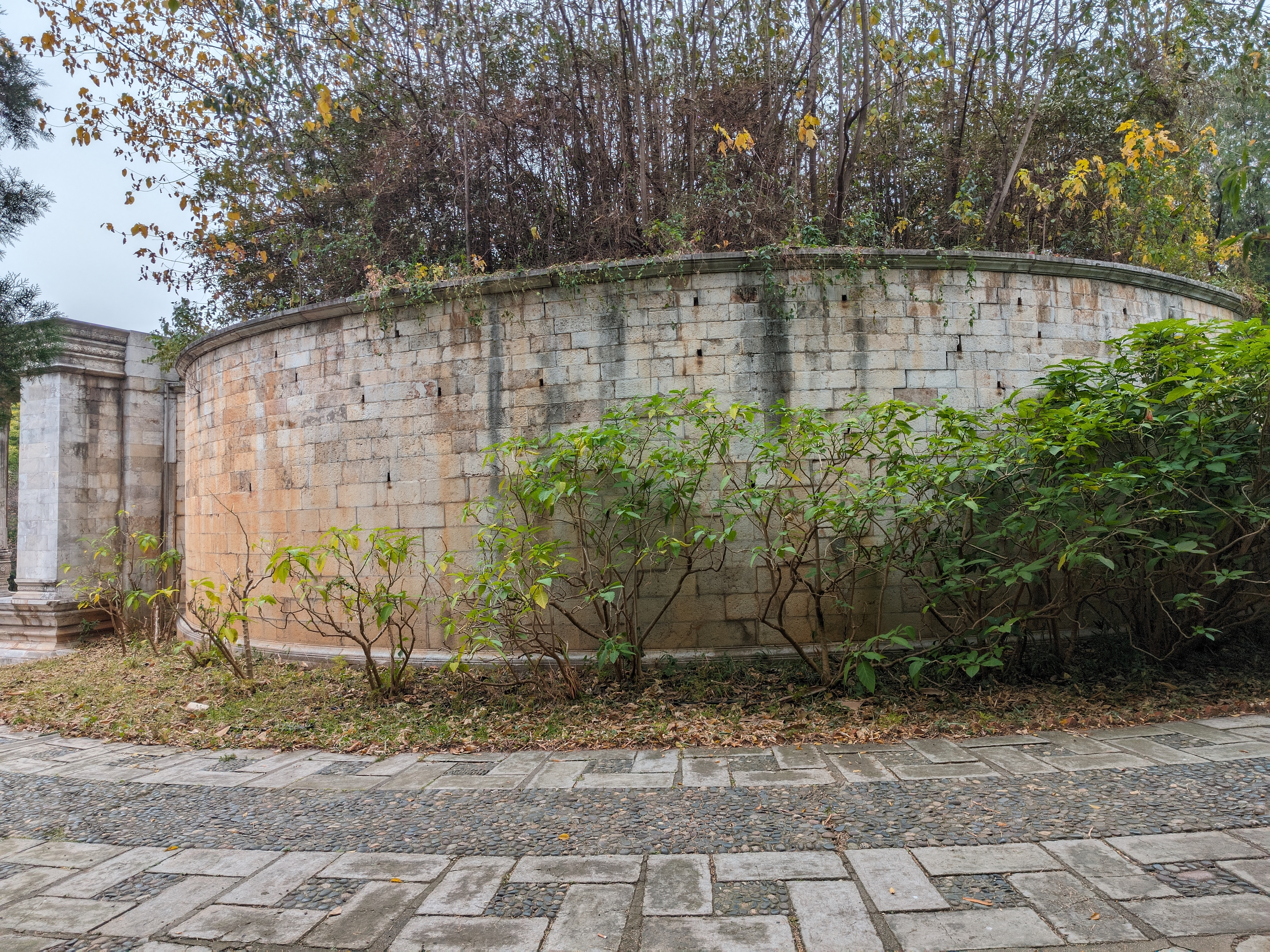
封土
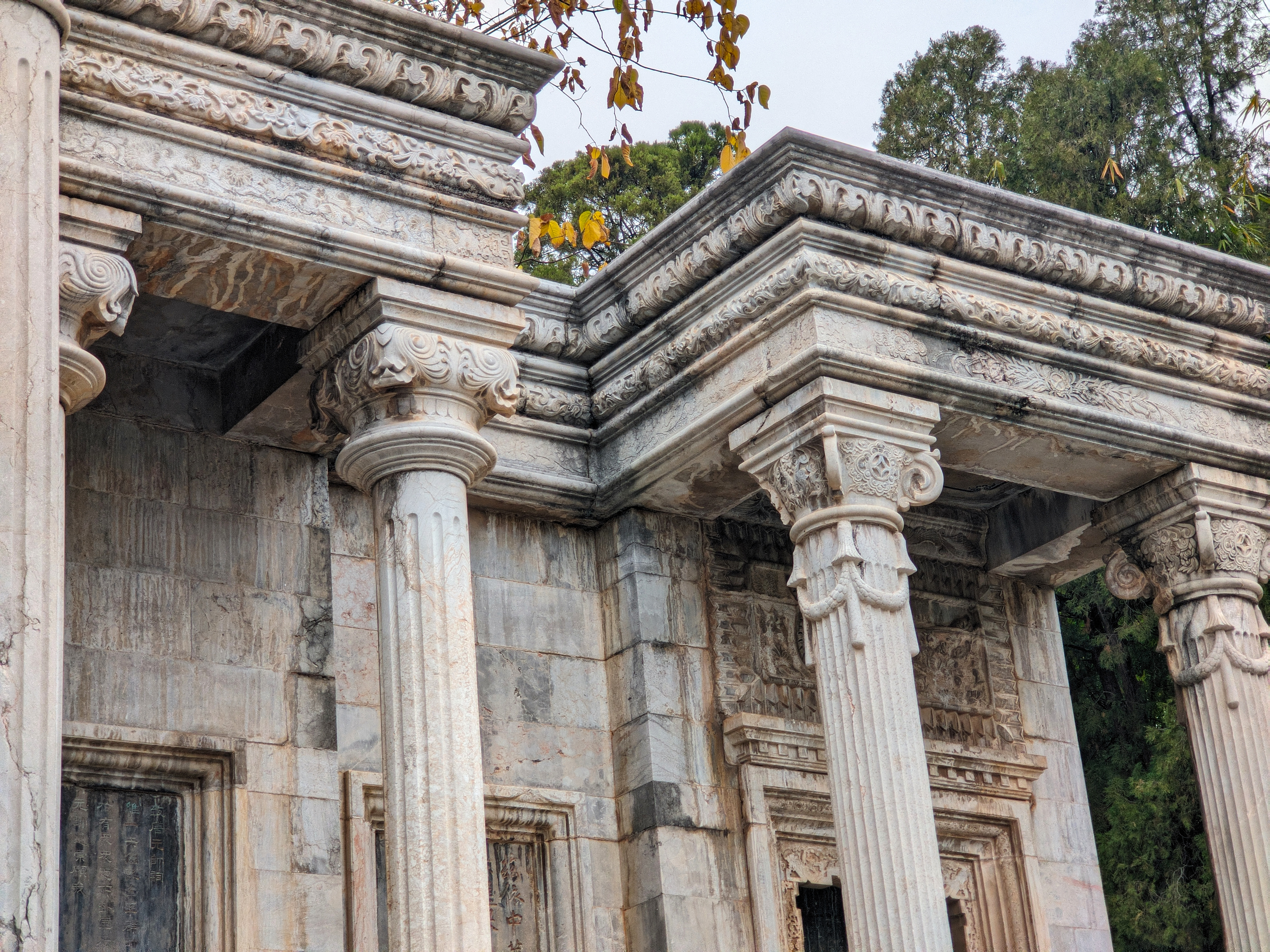
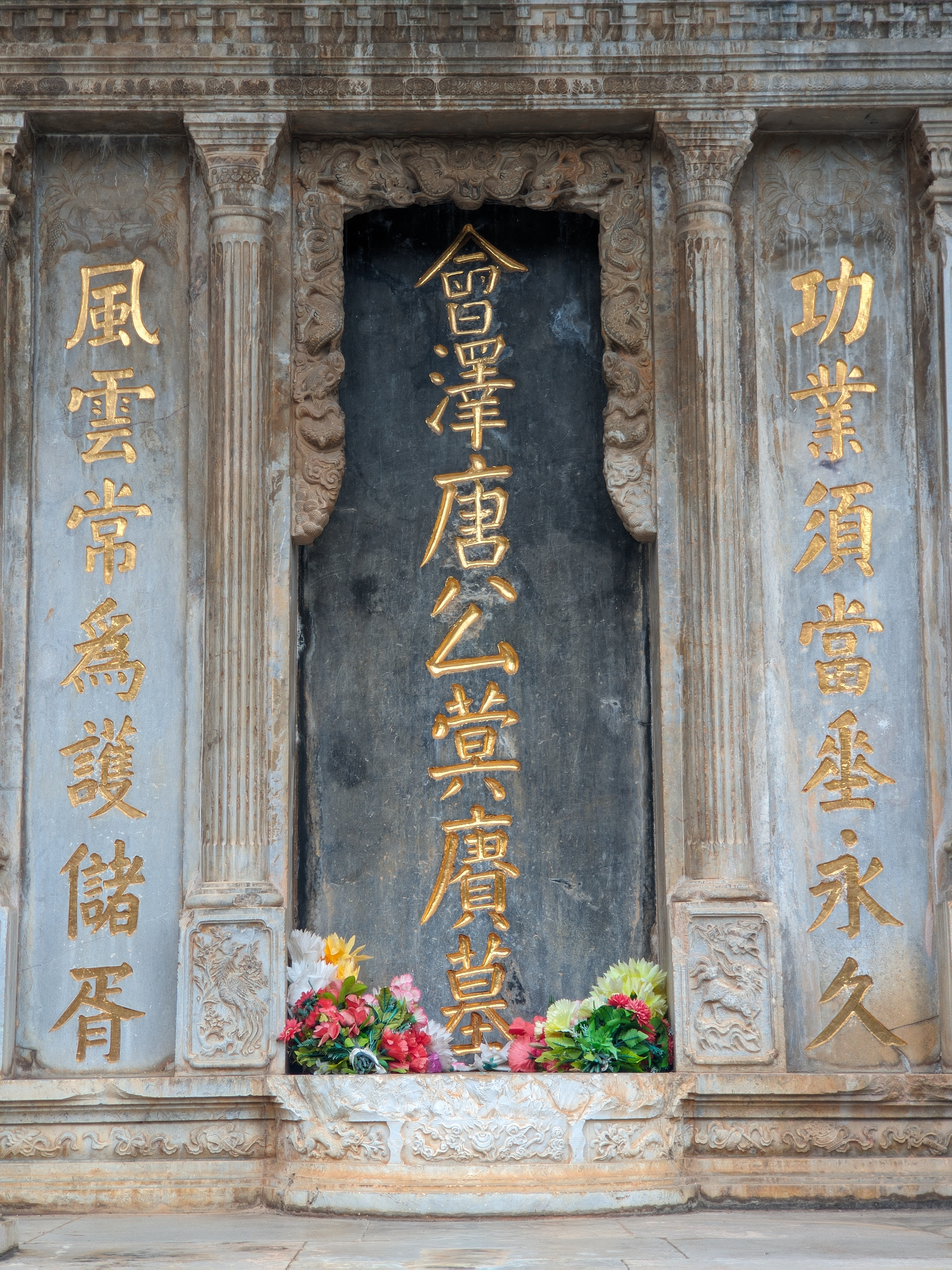
碑刻
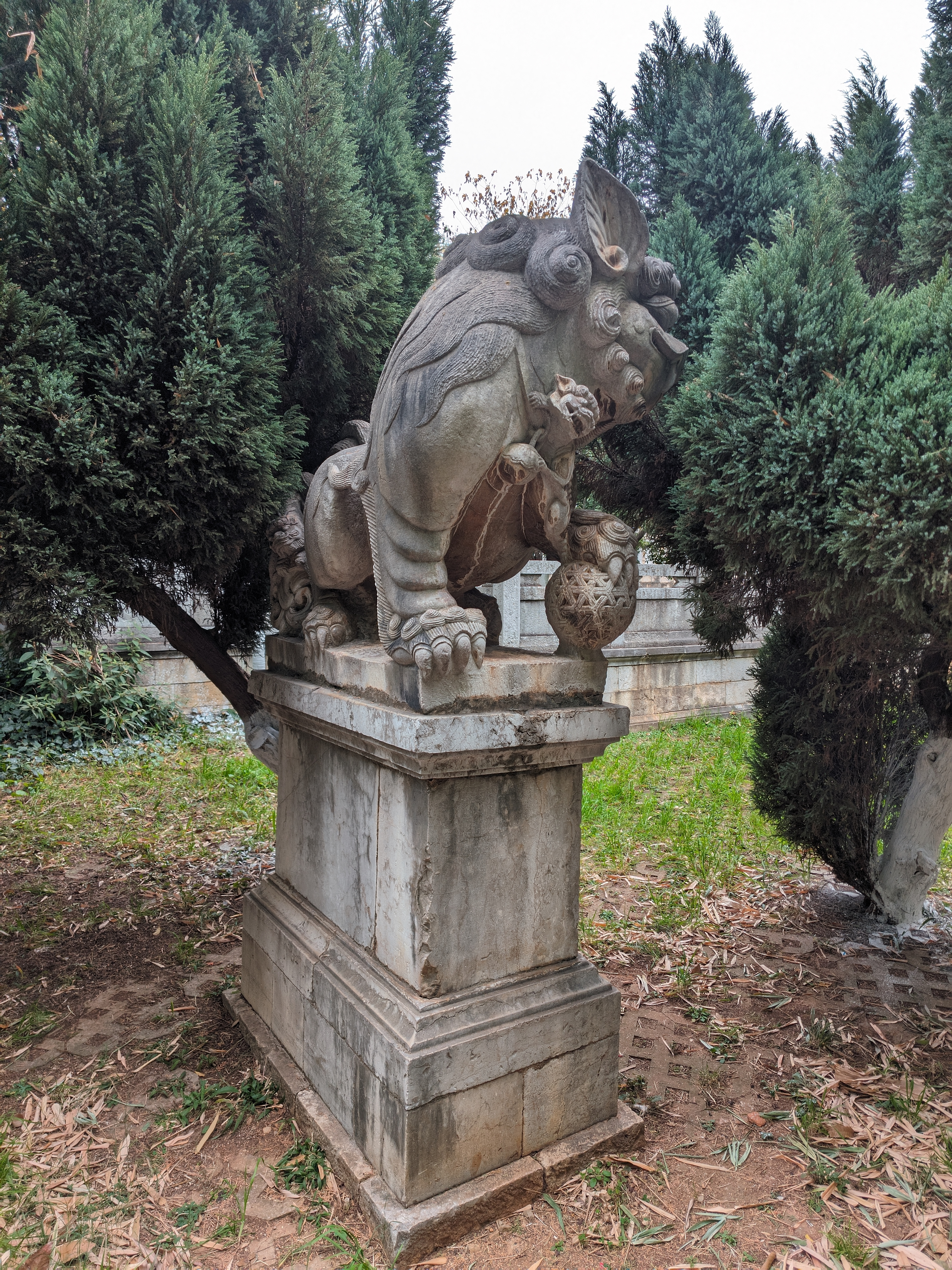
石狮
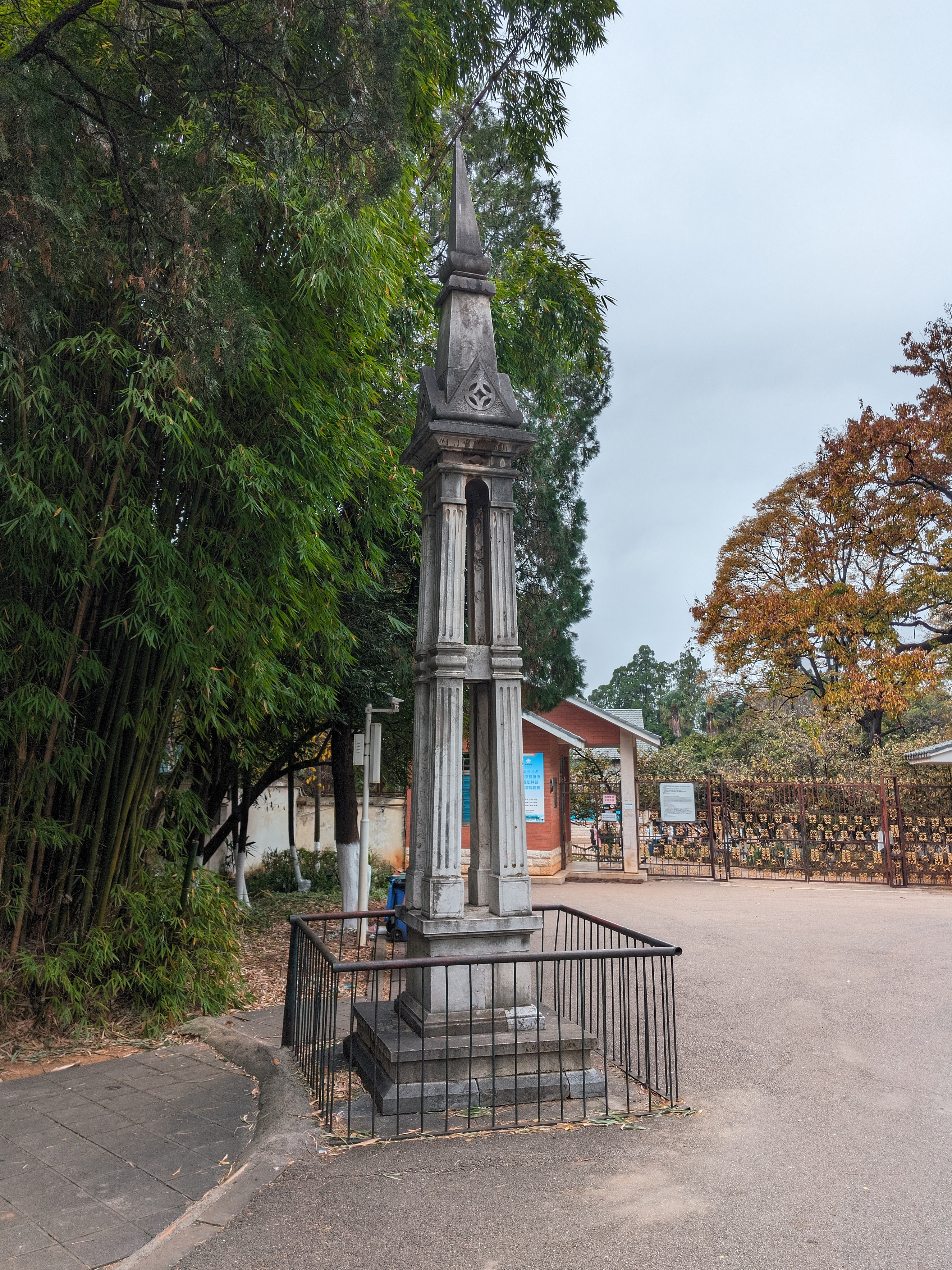
华表